# Laguna Ticticocha
La laguna Ticticocha, es un cuerpo de agua dulce situado en el distrito de Chicla, provincia de Huarochirí, departamento de Lima. Forma parte de la cuenca hidrográfica del río Rímac, se encuentra a 4700 m s.n.m.
Se considera que el río Rímac nace en esta laguna, el principal río que abaste a la ciudad de Lima. En una de las orillas se encuentra una bocatoma que conduce el agua hasta la planta de La Atarjea.

## Ubicación
La laguna Ticticocha se localiza en la zona de Ticlio, a 132 km al noreste de la ciudad de Lima.